# Прикрепление проволоки
1. перенаправление Распайка выводов